# Microsoft Flight Simulator (игра, 2020)
Microsoft Flight Simulator — компьютерная игра в жанре авиасимулятора, разработанная компанией Asobo Studio. Это одиннадцатая часть серии Microsoft Flight Simulator, преемник Microsoft Flight Simulator X. В симуляторе представлена вся поверхность планеты Земля, включая все страны мира, города и аэропорты — для этого используются текстуры и топографические данные с карт Bing Maps. 3D-объекты будут отображаться с использованием технологии Microsoft Azure.

## Обзор
Microsoft Flight Simulator оснащён игровым движком Asobo и использует информацию с карт Bing Maps, предоставляя доступ к более чем 2 петабайтам данных из облака. Для фотореалистичного и достоверного воссоздания и размещения на нужных местах трёхмерных зданий, деревьев, объектов рельефа и тому подобного используются технологии процедурной генерации, фотограмметрии и машинного обучения.
В симуляторе представлены 37 тысяч аэропортов, 80 из которых получили высококачественную обработку.

## Разработка
Французская студия Asobo Studio ранее не занималась созданием авиасимуляторов, но на протяжении многих лет сотрудничала с Microsoft и Xbox Game Studios по разным направлениям, в частности, по работе с технологиями Kinect и HoloLens, и уже имела опыт создания игры с чрезвычайно большим открытым миром — Fuel (2009). Мир Fuel строился с помощью процедурной генерации: области реального мира реконструировались по спутниковым снимкам, а конкретные объекты наподобие деревьев добавлялись на них процедурным способом.
В 2016 году Йорг Нойманн, в то время работавший в Microsoft и позднее ставший руководителем разработки Flight Simulator, затеял вместе с Asobo проект авиасимулятора: эта разработка должна была изображать полёт самолёта над Сиэтлом и его окрестностями, используя спутниковые карты Bing и технологию процедурной генерации, чтобы воспроизвести местность так же, как это делалось в Fuel. Позже в этом же году прототип показали Филу Спенсеру — главе Xbox Game Studios; Спенсер поначалу принял демонстрацию за видеозапись реального полёта и недоуменно спросил «зачем мы смотрим это видео»? Нойман продемонстрировал ему, что происходящим на экране можно управлять — это не запись, а полноценная виртуальная среда.
Microsoft Flight Simulator был анонсирован на E3 2019 9 июня 2019 года. Релиз игры состоялся 18 августа 2020 года для Windows.

## Реакция критиков
| Сводный рейтинг       | Сводный рейтинг |
| Агрегатор             | Оценка          |
| --------------------- | --------------- |
| Metacritic            | 91/100          |
| Иноязычные издания    |                 |
| Издание               | Оценка          |
| GameSpot              | 9/10            |
| IGN                   | 10/10           |
| PCGamesN              | 9/10            |
| PC Gamer (US)         | 89/100          |
| Shacknews             | [ 18 ]          |
| The Guardian          | [ 19 ]          |
| VentureBeat           | 95/100          |
| VG247                 | [ 21 ]          |
| Русскоязычные издания |                 |
| Издание               | Оценка          |
| «Игромания»           | [ 22 ]          |

Игра получила всеобщее признание согласно агрегатору рецензий Metacritic. Средневзвешенная оценка — 91/100.
Чад Сапега дал игре 5 звёзд из 5. В своей рецензии он отметил реалистичную имитацию полёта и подлинное управление, способное вызвать интерес к пилотированию.